# Giáo hoàng Lanđô
Lanđô (Latinh: Landonus) là vị giáo hoàng thứ 121 của Giáo hội Công giáo.
Theo niên giám tòa thánh năm 1806 thì ông đắc cử Giáo hoàng năm 913 và ở ngôi Giáo hoàng trong 6 tháng 10 ngày. Niên giám tòa thánh năm 2003 xác định đó là từ tháng 7 năm 913 cho tới tháng 2 năm 914.
Landonus sinh tại Sabina, Ý. Không có một sự thật đáng kể nào về ông. Người ta biết rất ít về vị Giáo hoàng này. Cha ông có lẽ tên là Tainô. Có lẽ ông đã có những người bạn quyền thế giúp ông trở thành Giáo hoàng. Các hồ sơ lưu trữ chỉ cho chúng ta biết rằng Vương cung thánh đường thánh Phêrô xưa, có hầm mộ của ông.
Landonus lên ngôi Giáo hoàng là do những âm mưu của một trong số phe nhóm đương thời. Ông chết cách bí ẩn đang khi vận động hoà giải nhiều phe nhóm nội bộ. Ông là vị Giáo hoàng cuối cùng mang một tên tục nguyên thủy cho đến Đức Gioan Phaolô I năm 1978, không một tên mới nào được thêm vào danh sách các Giáo hoàng.